# The Greaser and the Weakling
The Greaser and the Weakling è un cortometraggio muto del 1912 diretto da Allan Dwan. Prodotto dall'American Film Manufacturing Company (con il nome Flying A), fu distribuito dalla Film Supply Company e uscì in sala il 2 settembre 1912.

## Trama
Le due ragazze Burgess, dopo la morte della madre, tornano nel loro ranch nel West. La bella Mabel fa presto girare la testa al caposquadra della fattoria, mentre l'altra sorella, Claudine, sta per cadere vittima dei raggiri di Jim Bradley che, in combutta con un messicano, progetta di impadronirsi del ranch delle ragazze.

## Produzione
Il film fu prodotto nel 1912 dalla Flying A (American Film Manufacturing Company) e venne girato in California, a Santa Barbara.

## Distribuzione
Distribuito dalla Film Supply Company, il film - un cortometraggio in una bobina - uscì nelle sale USA il 2 settembre 1912.